# Francine Gaudrion
Francine Gaudrion, née à Montrouge le 19 avril 1882 et morte le 27 juin 1941 à Paris (9e arrondissement), est une peintre française.

## Biographie
Francine Euphrasie Gaudrion nait en 1882 à Montrouge de Jules Stanislas Gaudrion, négociant, et de Marie Jeanne Henriette Florat. Élève de l'école professionnelle de la rue Bossuet à Paris, elle bénéficie en 1897, ainsi que sa sœur Thérèse, d'une bourse d'entretien.
Elle devient en 1907 élève d'Émile Cagniart, de Mathilde Delattre, d'Albert-Antoine Lambert,, et en 1916 de Gabrielle Debillemont-Chardon. Elle est essentiellement peintre de paysage et de nature morte, à l'aquarelle, tandis que sa sœur Thérèse Gaudrion est peintre de portraits, miniaturiste et pastelliste. Francine se sent attirée, dès le début de ses études artistiques, vers le paysage, les rives de Paris sous la brume, Versailles à l'automne, et tout particulièrement le parc de Bagatelle aux beaux jours. Elle expose de 1906 à 1935. Elle fait évoluer son œuvre florale vers des natures mortes d'inspiration Art déco.
En 1908, elle réside 64 rue de la Rochefoucauld (9e).
Elle accroche au salon de l'Union des femmes peintres et sculpteurs de 1906 à 1932. Elle y obtient le prix Guérinot en 1923,.
Elle participe au Salon des artistes français de 1908 à 1934. Elle y est remarquée par la critique à son premier Salon pour Une hotte de fleuriste (« Une hotte pleine de chrysanthèmes aux tons chauds, d'une grande habileté : le panneau à deux mètres de long, très largement lavé, on aperçoit une rue dans le fond »), et l'année suivante pour « de triomphants chrysanthèmes mêlés à des cuivres rutilants », toujours à l'aquarelle.
Elle est Officier d'Académie en 1914 et Officier de l'Instruction publique en 1931.
Dans les années 1920 et 1930, elle réside et tient son atelier au 9 rue Duperré (9e). 
En 1931, elle est élève de Pierre Eugène Montézin et d'Augustin Hanicotte.
En 1932, elle réalise avec sa sœur une exposition particulière à la galerie Ecalle au 3 rue du Faubourg-Saint-Honoré. Les deux sœurs accrochent encore à la même galerie en 1933.
Elle meurt célibataire en 1941 à l'âge de 59 ans à son domicile et est inhumée au cimetière de Pantin.

## Expositions

### Salon de l'Union des femmes peintres et sculpteurs
- 1906 : Chrysanthèmes et fruits, et Roses de Nice et Violettes, aquarelles[8].
- 1907 : Nature morte, Roses et Fruits, aquarelles.
- 1908 : Une hotte de fleuriste, Roses, et Hortensias et Roses, aquarelles.
- 1909 : Violettes et Nature morte, aquarelles.
- 1910 : Chrysanthèmes et cuivres, et Œillets roses, aquarelles.
- 1911 : Roses et boules de neige, Cerises et fraises et Oranges et piments, aquarelles.
- 1913 : Légumes, Anémones, Roses rouges et Mandarines, aquarelles.
- 1916 : Nature morte et La rue Saint-Rustique, vieux Montmartre, aquarelles.
- 1917 : Chrysanthèmes blancs et Paysage, aquarelles.
- 1918 : Dahlias cactus et Panneau : I. Moulin de la Galette au soleil couchant. II. Pont Saint-Michel dans la brume, aquarelles.
- 1919 : Hortensias et Le Pavillon de Flore, aquarelles.
- 1921 : Roses blanches, Dahlias cactus et Nature morte, aquarelles[21].
- 1922 : Roses blanches, contre-jour, Le parc de Versailles, Le jardin du Luxembourg et La rue Cortot, vieux Montmartre, aquarelles.
- 1923 : Soucis (contre-jour), Roses de Noël et Coin de table, aquarelles (prix Guérinot)[10].
- 1924 : Roses, Phisalis, Versailles (parterre d'eau) et Versailles (le château), aquarelles.
- 1925 : Poupées japonaises, La roseraie de Bagatelle, Dahlias (jardin des Tuileries), Les asters en fleurs à Bagatelle, et Nature morte, aquarelles.Poupées japonaises, aquarelle 120 x 90 cm, salon de l'Union des femmes peintres et sculpteurs, 1925.

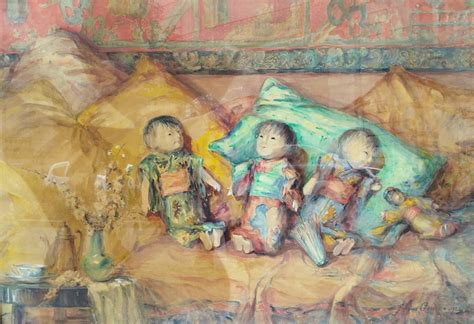
Poupées japonaises, aquarelle 120 x 90 cm, salon de l'Union des femmes peintres et sculpteurs, 1925.

- 1926 : Capucines, Nature morte, Oranges et Roses rouges, aquarelles.
- 1927 : Tête de femme, dessin sanguine, Tête de jeune fille, dessin crayon, Tête de femme, dessin sanguine et Soucis et bibelots, aquarelle.
- 1928 : Hortensias, Paysage et Paysage, aquarelles.
- 1929 : Bagatelle (allée des Asters), Bagatelle (les jardins), Le port de Boulogne-sur-Mer, Le vase de Cristal et La conciergerie, aquarelles[9].
- 1930 : Pivoines blanches, aquarelle, et deux dessins.
- 1931 : L'Azalée et Le lavoir (Loiret), aquarelles et Le banc vert, peinture.
- 1932 : Nature morte, aquarelle et Les souks tunisiens, deux aquarelles.

### Salon des artistes français
- 1908 : Une hotte de fleuriste, aquarelle [12].
- 1909 : Hortensias et roses, aquarelle[13],[3].
- 1923
- 1927
- 1928
- 1929 : Le parc de Versailles, miniature[5].
- 1930
- 1934

### Autres salons ou galeries
- Paris, Galerie Georges Petit, Société internationale d'aquarellistes, en 1929 (Bibelots; nature morte, Les Asters à Bagatelle, Bagatelle : les jardins, Bagatelle : les jardins et Jardin dans le Loiret[22].
- Dijon, Salon des amis des arts : 1930 (paysage, Bagatelle) et 1935 (La robe blanche, peinture)[23].
- Versailles, Société des amis des arts de Seine-et-Oise : 1930 (Un coin de salon et Jardins à Bagatelle, aquarelles)[24].
- Paris, Galerie Ecalle : 1932 (exposition particulière Francine et Thérèse Gaudrion)[17], 1933 (2e Salon de Pâques, avec Thérèse Gaudrion, Joseph-Félix Bouchor, Pierre-Gaston Rigaud, Bessie Davidson, etc.)[18].

## Galerie d'œuvres

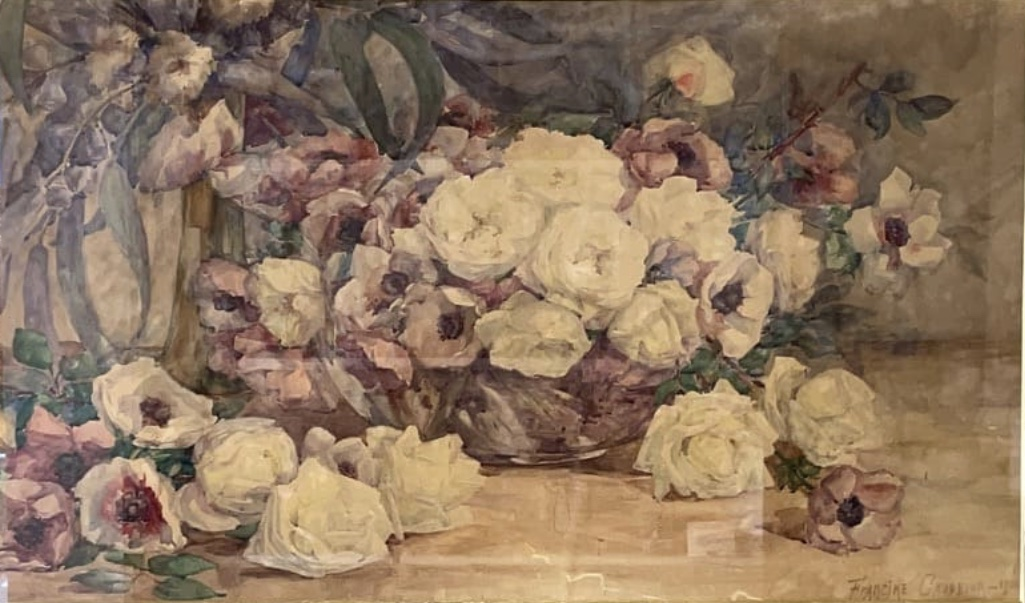
Aquarelle, 100 × 50 cm, 1910 (détail).
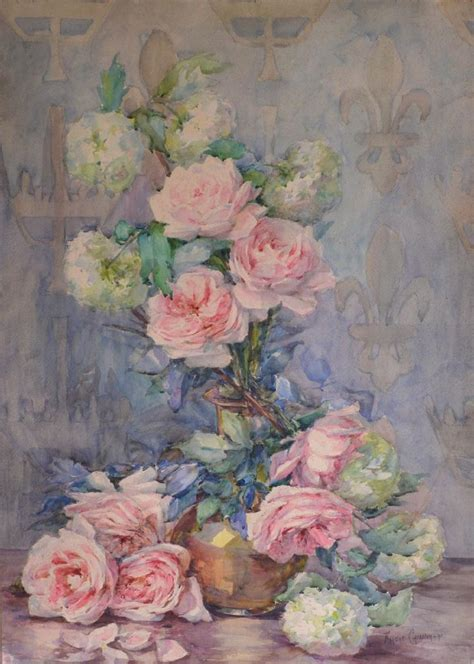
Roses, aquarelle.
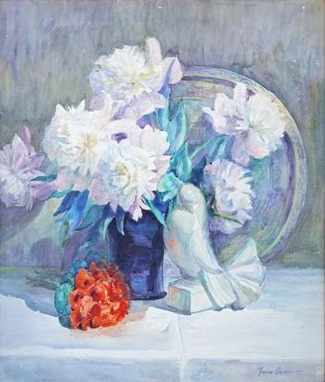
Fleurs, aquarelle, vers 1929.